# Erlendur Patursson
Erlendur Pætur Patursson (20. august 1913 i Kirkjubøur – 16. juni 1986) var en færøsk politiker (T) og forfatter.
Erlendur fødtes 1913 i Kirkjubøur som søn af kongsbonden Jóannes Patursson og Guðny Eiriksdóttir fra Island.
Han blev cand.polit i 1940 og var blandt de første mænd bag det venstreorienterede løsrivelsesparti Tjóðveldi. For partiet var han medlem af Lagtinget 1958-1966 og 1970-1986. 1963-1967 var han fiskeri- og finansminister, og 1973-1977 medlem af Folketinget. Patursson regnes også som idemanden bag Nordens Hus på Færøerne. I Nordisk Råd kæmpede han desuden for selvstændige delegationer fra Færøerne, Grønland og Åland.
Patursson var formand for fiskernes faglige organisation Føroya Fiskimannafelag 1953-65 og 1969-1971, og ledede fiskernes store strejker under den økonomiske krise i 1954.
Som forfatter blev Erlendur Patursson især hyldet for sit værk om det færøske fiskeri fra 1850 til 1970 (5 bind). I 1981 fik han Mentanarvirðisløn M. A. Jacobsens (Thorshavn byråds kulturpris) for faglitteratur for disse bøger.

## Værker
- 1942 – Fólkaflytingin úr Føroyum
- 1945 – Føroysk búreising
- 1945 – Føroysk stjórnarmál
- 1961 – Fiskiveiði – fiskimenn : 1850-1939 (2 bd.)
- 1976-1981 – Fiskivinna og fiskivinnumál 1940-1970 (3 bd., fik M. A. Jacobsens litteraturpris)
- 1983 – Sjón og seiggj : samfelagsligar greinir (206 s.)
- 1985 – Í hjørtum okkara býr frælsi
- 1985 – Political facts about Faroe Islands
- 1986 – "Aldrig kan et folk forgå" – som ikke vil det selv